# Institut national des arts de Bamako
L'Institut national des arts de Bamako (INA), est un centre d'apprentissage culturel et artistique. Il a été créé en 1933, sous le nom de Maison des artisans soudanais. Il fut plus tard rebaptisé en École artisanale de Bamako, avant de devenir l'Institut national des arts de Bamako en 1963.
Le centre comporte cinq sections : peinture, musique, art dramatique, métiers d'arts et animation socio-culturelle. Cours collectifs et individuels 

## Anciens élèves célèbres
- Django Cissé
- Yaya Coulibaly
- Habib Dembélé
- Amahiguere Dolo
- Habib Koité
- Abdoulaye Konaté
- Hachimi Omorou
- Baba Salah
- Bakary Sangaré
- Michel Sangaré
- Idrissa Soumaoro
- Youssouf Sogodogo
- Adama Traoré
- Salif Traoré

Des piétons devant le bâtiment rose de l'Institut National des Arts, Bamako, Mali, 1972
La longue façade monumentale de l'Institut National des Arts, Bamako, Mali, 1984.
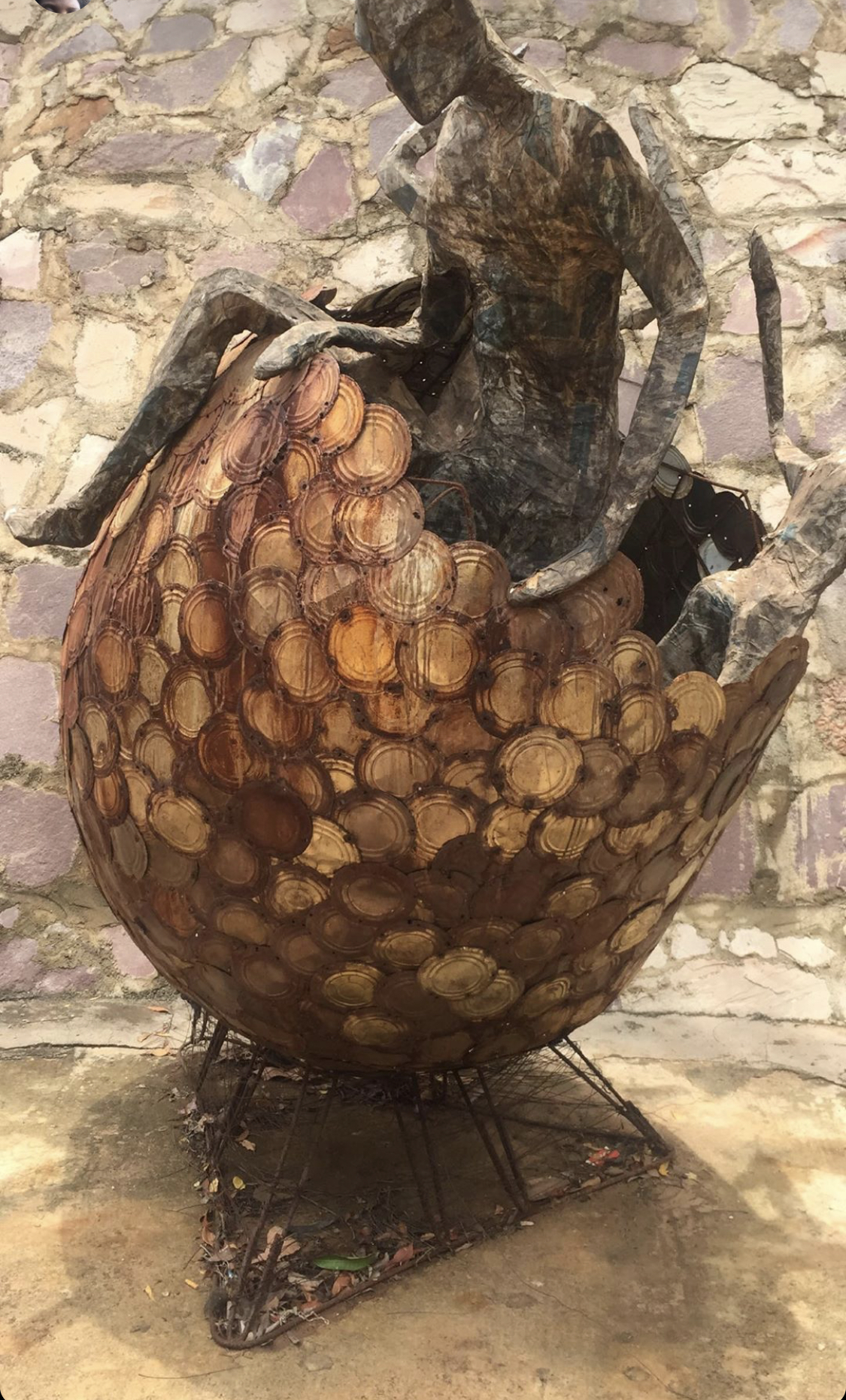
Sculpture à l'Institut National des Arts, Bamako, 2019.
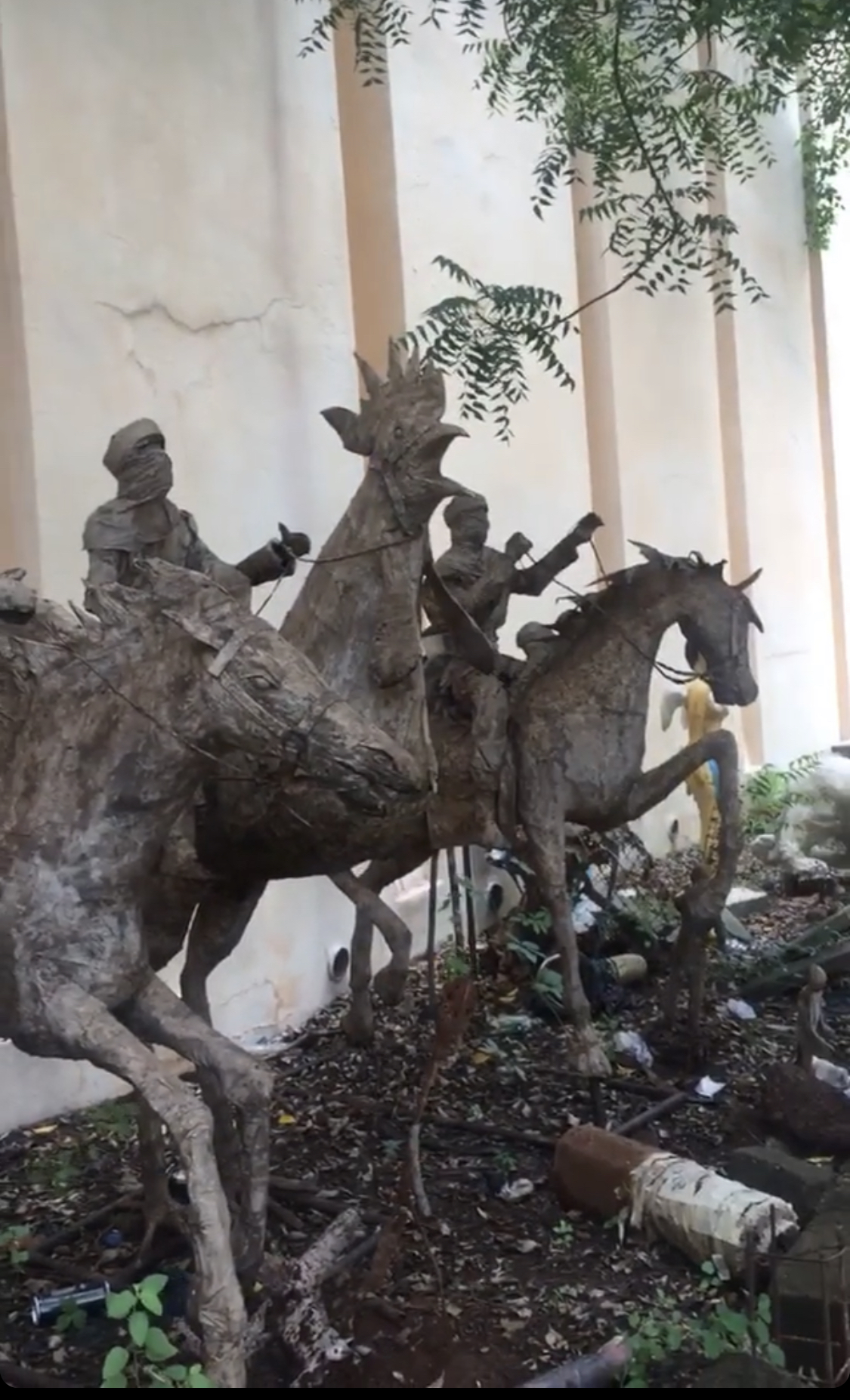
Des sculptures à l'Institut National des Arts, Bamako, 2019.

### Groupe Bogolan Kasobané[2],[3]
- Kandioura Coulibaly
- Klètigui Dembélé
- Boubacar Doumbia
- Souleymane Goro
- Baba Fallo Keita
- Néné Thiam